# 兼俊
兼俊（けんしゅん、応和2年（962年） - 没年不詳）は、平安時代中期の真言宗の僧。父は藤原兼家。字は円林。
正暦3年（992年）、一条天皇の発願により、正暦寺を創建した。
嘉承元年（1006年）大和国金峰山の鳳閣寺で伝法灌頂を受け、その後は観法を修行し、霊験の証得に力を尽くした。